# Hans Otto Roth

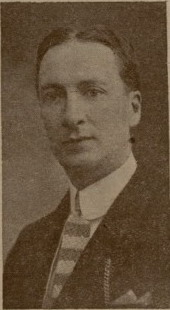
Dr. Hans Otto Roth, deputat de Târnava Mare, 1926

Hans Otto Roth (n. 29 aprilie 1890, Sighișoara – d. 1 aprilie 1953, închisoarea Ghencea, București) a fost un om politic din România care a reprezentat comunitatea sașilor din Transilvania.

## Familia și studiile
A fost fiul avocatului Karl Roth (1846-1901) și al soției acestuia Louise Roth, născută Hausenblaß (1855-1915).
Hans Otto Roth a studiat dreptul la Budapesta, Viena, Berlin și Zürich. Cariera sa politică a început în anul 1918, an crucial pentru soarta viitoare a Transilvaniei și României. În calitate de secretar al Comitetului Central Săsesc a susținut aderarea sașilor la unirea Transilvaniei cu România și a făcut parte din delegația săsească care a predat Guvernului român și regelui Ferdinand I al României hotărârea adunării reprezentanților sași de la Mediaș care, la 8 ianuarie 1919, proclamaseră unirea „poporului sas din Transilvania” cu Regatul României.

## Cariera politică
A fost deputat de Târnava Mare între anii 1919-1938, iar din anul 1932 a condus, în calitate de lider, grupul parlamentar al Partidului German din România. Totodată Hans Otto Roth a slujit comunitatea etnicilor germani din România și în alte funcții importante, de exemplu cea de președinte al Casei Generale de Economii din Sibiu (Hermannstädter Allgemeine Sparkasse), de președinte al consiliului de administrație al Uzinei Electrice din Sibiu, precum și de prim-epitrop al Bisericii Evanghelice de Confesiune Augustană din România, adică cel mai înalt reprezentant laic al acestei comunități religioase.
Hans Otto Roth a fost ales de zece ori deputat în Parlamentul României în perioada interbelică, iar în urma acestei performanțe, Curtea de Casație l-a proclamat, în anul 1938, senator pe viață. În anul 1940 a fost nominalizat pentru funcția de ministru al minorităților în Guvernul Ion Gigurtu (4 iulie - 4 septembrie 1940), funcție pe care a refuzat-o însă.
Hans Otto Roth a fost un jurist eminent și, în această calitate, un foarte bun cunoscător al situației minorităților naționale europene. Între anii 1932-1934 a ocupat funcția de președinte al Uniunii Grupurilor Etnice Germane din Europa. În această calitate i-a solicitat o audiență Führer-ului Adolf Hitler, în cadrul căreia a protestat împotriva politicii antievreiești germane, arătând că felul în care erau tratați evreii în Germania va avea repercusiuni directe asupra situației minorităților germane în Europa.
În perioada 1935-1945 a condus Asociația Germanilor din România (Verband der Deutschen in Rumänien), ce fusese înființată în 1921.

## Opoziția față de extrema dreaptă
Convingerile politice ale lui Hans Otto Roth aveau o orientare creștin-liberală, ceea ce l-a plasat, la începutul anilor 1940, în opoziție față de conducerea nazistă a Grupului Etnic German din România. Roth a și fost exclus din această organizație etnică, care, în baza unui decret antonescian, avea statut de persoană juridică de drept public. De altfel, Hans Otto Roth refuzase, în septembrie 1940, și oferta lui Antonescu de a prelua conducerea Ministerului Justiției sau a Ministerului Instrucțiunii, la alegere.
Imediat după 23 august 1944 și prăbușirea regimului antonescian, Roth a adresat germanilor un apel în care le cerea minoritarilor sași și șvabi să nu părăsească România și să aibă un comportament loial față de statul român. În mai multe memorii și articole programatice scrise în 1944-1945, Roth a făcut un rechizitoriu aspru nazismului, condamnând politica de transformare a Grupului etnic german în coloana a cincea a Reichului.
Demersurile sale privind evitarea stigmatizării colective a minorității germane n-au avut succes: deportarea a 70.000 de etnici germani în URSS și exproprierea totală a țăranilor șvabi și sași n-au putut fi împiedicate.

## Detenția
În pofida acestei atitudini exprimate și înainte de 1944, el a fost arestat în 1952 de către autoritățile comuniste și a murit în anul 1953 într-o închisoare stalinistă.
Corneliu Coposu rememora momentul decesului acestuia, alături de care s-a aflat într-o baracă a lagărului de concentrare de la Ghencea. Pe 1 aprilie 2003, cu ocazia împlinirii a 50 de ani de la moartea lui Hans Otto Roth, deputatul Eberhard-Wolfgang Wittstock a ținut un discurs comemorativ în Camera Deputaților.